# آریاییان بومی
آریاییان بومی عنوان نظریه ای زبانشناختی و باستان شناختی است که بر پایه آن گویشوران زبان‌های آریایی هند را که امروزه زبان‌های هندوآریایی گفته می‌شوند بومیان شمال و شمال غربی شبه‌قاره هند به‌شمار می‌آورد. این نظریه به دنبال کاوش‌ها و یافته‌های درخشان تمدن دره رود سند به میان آمد و رفته رفته از هوادارانی برخوردار شد. گرچه در این میان برخی گروه‌های تندرو هندو نیز از این دیدگاه استقبال کردند. این نظریه در ضدیت با دیدگاه نظریه مهاجرت هندوآریایی‌ها از بیرون هند به این سرزمین است و خواستار بازنگری در تاریخ سنتی مردمان ودایی و پورانه‌هاست. همچنین ایرانیان و اروپاییان را نخست مردمان این تمدن می‌داند و سرچشمه انشعاب زبانی زبانهای به اصطلاح هندواروپایی را از هند می‌داند. یکی از شواهد آشکار این نظریه را آن می‌دانند که از میان زبان‌های این خانواده بزرگ زبانی بیش از دوسوم آن یعنی ۳۱۳ تا از ۴۴۵ زبان (دربرگیرنده زبان‌های کهن و امروزی) از شاخه زبانهای آریایی هند (زبان‌های هندوآریایی) است.

## نگارخانه

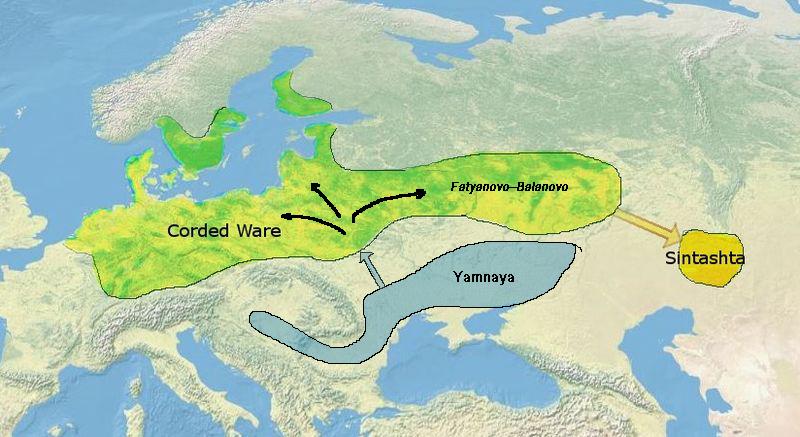
According to Allentoft (2015), the Sintashta culture probably derived from the Corded Ware Culture. The Sintashta Culture is commonly thought to be the first manifestation of the Indo-Iranians.
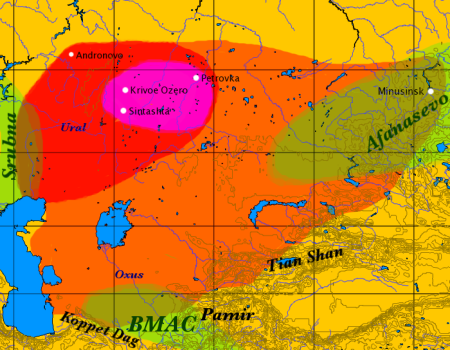
The Andronovo culture's approximate maximal extent, with the formative Sintashta-Petrovka culture (red), the location of the earliest spoke-wheeled chariot finds (purple), and the adjacent and overlapping Afanasevo, Srubna, and  BMAC  cultures (green).
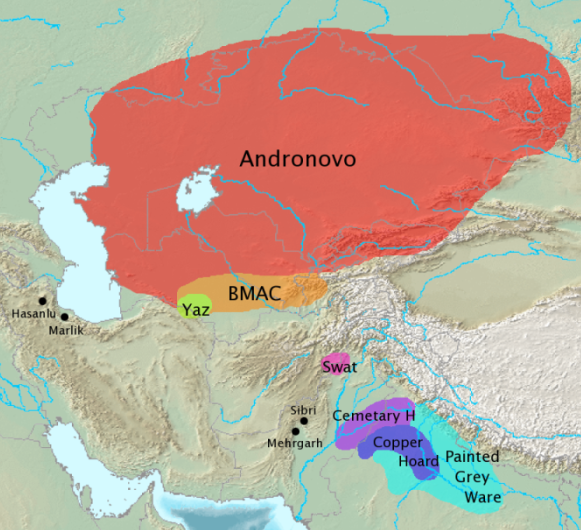
Archaeological cultures associated with Indo-Iranian migrations and Indo-Aryan migrations (after EIEC). The Andronovo,  BMAC  and Yaz cultures have often been associated with Indo-Iranian migrations. The GGC, Cemetery H, Copper Hoard and PGW cultures are candidates for cultures associated with Indo-Aryan migrations.
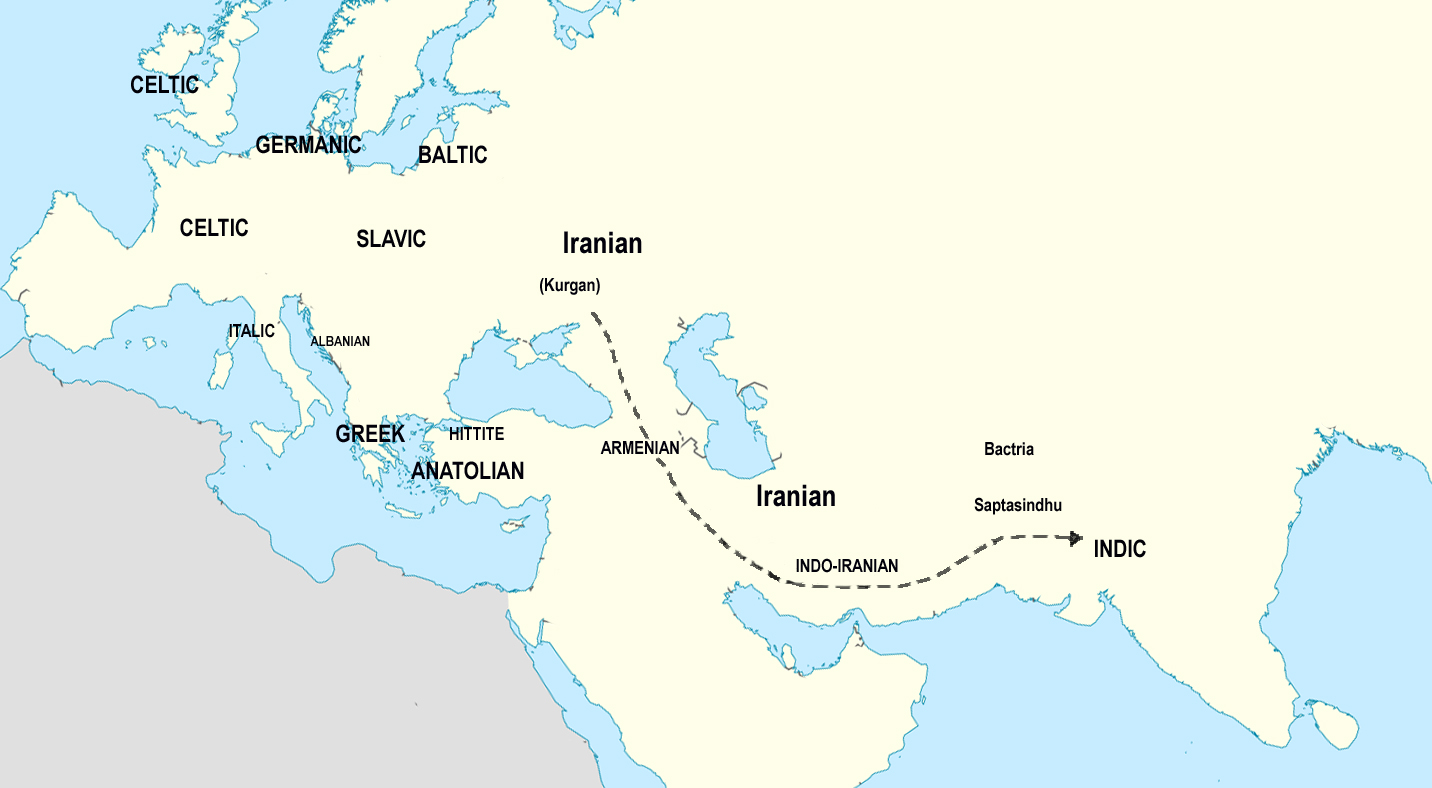
Indo-Iranian migrations according to Kazanas.